# Piccoli fuochi
Piccoli fuochi è un film del 1985 diretto da Peter Del Monte.

## Trama
Italia settentrionale, metà anni '80. Tommaso, 6 anni, poco seguito dai pur benestanti genitori, accumula molte problematiche che combatte creandosi un mondo a sua misura: ne fanno parte uno strano re, un robot e un drago. La conoscenza della baby sitter Mara e del suo compagno lo farà emergere da questo torpore, ma gli innescherà l'odio verso l'uomo, che morirà in un rogo come nei sogni del bambino. Sarà proprio questo episodio a fare sì che i genitori di Tommaso capiscano quanto hanno mancato nei confronti del figlio e gli si riavvicinino, mentre i tre personaggi fantastici spariranno dalla vita del bambino.

## Riconoscimenti
- 1986 - Nastro d'argento
  - Migliore soggetto a Peter Del Monte
  - Candidatura a Migliore attrice protagonista a Valeria Golino
- 1986 - Globo d'oro
  - Miglior attrice rivelazione a Valeria Golino
- 1986 - Ciak d'oro
  - Candidatura per la migliore sceneggiatura a Peter Del Monte e Giovanni Pascutto
  - Candidatura per il migliore montaggio ad Anna Rosa Napoli
- 1986 -  Festival internazionale del cinema fantastico di Bruxelles
  - Corvo d'Oro al miglior film
- 1986 -  Chicago International Film Festival
  - Candidatura al Gold Hugo per il miglior film